# Cryptolasma aberrante
Espèce
Cryptolasma aberrante est une espèce d'opilions dyspnois de la famille des Nemastomatidae.

## Distribution
Cette espèce est endémique du Veracruz au Mexique. Elle se rencontre vers Xalapa et Acajete.

## Description
Le mâle holotype mesure 2,6 mm.

## Systématique et taxinomie
Cette espèce a été décrite par Cruz-López, Cruz-Bonilla en Francke en 2018.

## Publication originale
- Cruz-López, Cruz-Bonilla & Francke, 2018 : « Molecules and morphology reveal a new aberrant harvestman genus of Ortholasmatinae (Opiliones, Dypsnoi, Nemastomatidae) from Mexico. » Systematics and Biodiversity, vol. 16, p. 714–729.